# Lance Hunter
Lancelot "Lance" Hunter è un personaggio dei fumetti, creato da Gary Friedrich (testi) e Herb Trimpe (disegni), pubblicato dalla Marvel Comics. La sua prima apparizione avviene in Captain Britain Weekly (Vol. 1) n. 19 (16 febbraio 1977).

## Storia editoriale
Concepito come controparte britannica di Nick Fury, Hunter esordisce nella testata Captain Britain Weekly n. 19 (16 febbraio 1977) e vi rimane come comprimario ma, in seguito a un anno dalla sua prima apparizione, scompare da qualsiasi pubblicazione fino a Civil War: Battle Damage Report (maggio 2007).

## Biografia del personaggio

### Agente S.T.R.I.K.E.
Nato a Dymchurch, nel Kent, Inghilterra, Lance Hunter ha prestato servizio nel Royal Navy ottenendo il grado di comandante, prima di diventare un agente dello Special Tactical Reserve for International Key Emergencies (S.T.R.I.K.E.). Nel momento in cui Tod Radcliffe, il direttore dell'agenzia, si rivela essere un infiltrato del Teschio Rosso, Hunter gli succede e contatta Nick Fury per una collaborazione tra S.H.I.E.L.D. e S.T.R.I.K.E. al fine di ostacolare i piani dei nazisti, che hanno rapito il Primo Ministro Britannico, James Callaghan e vogliono far detonare un'arma biologica su Londra a mezzanotte. Le due agenzie spionistiche, anche grazie all'aiuto di Capitan Bretagna e Capitan America, riescono tuttavia a impedire tali intenti criminosi.
Tempo dopo, Hunter aiuta Capitan Bretagna ad arrestare il supercriminale Lord Hawk, e fa assistere il corpo dell'eroe dai migliori membri dello staff medico dello S.T.R.I.K.E. mentre la sua anima è impegnata in un combattimento in un'altra dimensione.

### Civil War
Tempo dopo, lo S.T.R.I.K.E. viene dismesso, e Hunter si unisce all'MI6 ricevendo la promozione a commodoro. Viene visto a un briefing con alcuni supereroi inglesi mentre, assieme alla contessa Valentina Allegra de la Fontaine e ad Alistaire Stuart, espone il funzionamento dell'Atto di Registrazione dei Superumani.

### Secret Invasion
Dopo che, nella miniserie, si scopre che il presidente del Joint Intelligence Committee era uno Skrull in incognito, e di conseguenza ucciso, Hunter viene nominato suo successore alla guida del JIC. Come primo incarico ufficiale autorizza la divisione europea dello S.H.I.E.L.D. a occuparsi di ripulire i danni provocati dalla Mys-Tech, a discapito dell'MI 13, che ritiene non possederne i mezzi, cosa che fa infuriare Pete Wisdom. Qualche tempo dopo, Hunter incomincia una relazione sentimentale con Bobbi Morse.

## Poteri e abilità
Pur non avendo superpoteri, Hunter è una spia finemente addestrata, un ottimo leader e un abile combattente corpo a corpo con una specializzazione nell'uso di armi da fuoco ed esplosivi.

## Altre versioni
- Sulla realtà alternativa di Terra-9586[11] Lance Hunter/Rifleman, è un membro del Corpo di Capitan Bretagna[12].

## Altri media
- Nelle serie televisive ABC legate al franchise del Marvel Cinematic Universe, Lance Hunter è interpretato da Nick Blood[13]. In tale versione è raffigurato come un ex tenente pluridecorato dello Special Air Service (SAS) divenuto mercenario e con un brusco divorzio alle spalle dall'agente Bobbi Morse/Mimo[14]
  - In Agents of S.H.I.E.L.D.[15] viene reclutato nel nuovo S.H.I.E.L.D. di Coulson all'inizio della seconda stagione ma è in seguito costretto ad abbandonare lo S.H.I.E.L.D. assieme all'ex-moglie per evitare un incidente internazionale con la Russia.
  - Avrebbe dovuto essere protagonista, insieme con Bobbi, dello spin-off Marvel's Most Wanted, abbandonato nel maggio 2016.[16]